# Cmentarz prawosławny w Tarnogrodzie
Cmentarz prawosławny w Tarnogrodzie – prawosławna nekropolia w Tarnogrodzie, utworzona w ok. 1828 na potrzeby miejscowej ludności unickiej i katolickiej, od lat 40. XIX w. prawosławna i użytkowana do dziś.

## Historia i opis
Cmentarz został założony ok. 1828 z przeznaczeniem dla miejscowej parafii unickiej jako kontynuacja starego cmentarza katolickiego i unickiego. Kiedy jednak w latach 40. XIX w. część mieszkańców przyjęła prawosławie, miejscowi katolicy zaczęli domagać się osobnej kwatery, do czego w końcu nie doszło aż do II wojny światowej. W 1946 został powiększony w kierunkach zachodnim i południowym o tereny Ordynacji Zamojskiej, jednak warunki glebowe nie pozwalały na ich natychmiastowe użytkowanie. W 1949 rekoncyliowano poprzedni cmentarz, co wkrótce spowodowało zamknięcie opisywanej nekropolii dla katolików w 1955. Obecnie cmentarz jest wciąż użytkowany przez ludność prawosławną.
Na początku lat 90. XX wieku na terenie nekropolii zachowało się ok. 130 kamiennych nagrobków sprzed 1945, w tym 10 z I połowy XIX w. i 44 z I połowy XX w. Najstarszy pochówek pochodzi z 1878. Wśród wyróżnionych pochówków są m.in.: proboszcza parafii w Chmielku ks. Michała Krypiakiewicza, burmistrza Tarnogrodu Adama Chmielewskiego, oficera 2 Pułku Ułanów Sierakowskiego, proboszczów katolickiej parafii tarnogrodzkiej ks. Ignacego Chwalewskiego, Marcina Stefańskiego, Konstantego Polaczka, Edmunda Bogusławskiego; aptekarza Józefa Rzeczniowskiego, lekarza Bogusława Kraczkiewicza, cesarskiego naczelnika Pawła Mojaka oraz trzech żołnierzy wojska polskiego poległych 15 września 1939.
Wokół cmentarza rośnie bardzo dużo drzew: lipy, wiązy, topole, dęby, kasztanowce, świerki, olchy i robinie i jej samosiewy. Południowa część cmentarza jest użytkowana rolniczo.